# 吴秀荣
吴秀荣（1919年—），女，广东中山人，中国药理学家，曾任中山医科大学教授、博士生导师。